# الأكتينيدات في البيئة
لا يقتصر النشاط الإشعاعي البيئي على الأكتينيدات فقط؛ بل إن غير الأكتينيدات مثل الرادون والراديوم جديرة بالملاحظة أيضًا. تحتوي قشرة الأرض على كميات كبيرة من الأكتينيدات والمعادن المرتبطة بالأكتينيدات بما في ذلك اليورانيوم والثوريوم. هذه المعادن مفيدة بعدة طرق فتستخدم في تحديد تاريخ الكربون، وفي صناعة معظم أجهزة الكشف، والأشعة السينية وغيرها.

## الاستنشاق مقابل الابتلاع
في حالة الابتلاع فإن مركبات الأكتينيد غير القابلة للذوبان بشكل عام مثل ثاني أكسيد اليورانيوم عالي الاحتراق ووقود الأكسيد المختلط (MOX) تمر عبر الجهاز الهضمي ولا تسبب الضرر، إذ لا يمكن أن تتحلل ولا يمتصها الجسم. أما في حالة استنشاق مركبات الأكتينيد فيكون لها ضرر أكبر لأنها تعلق في الرئتين وتجعل أنسجة الرئة ملوثة إشعاعيًا.
الأكاسيد منخفضة الاحتراق وأملاح قابلة للذوبان مثل النترات يمكن امتصاصها في مجرى الدم بعد تناولها. فمن الممكن أن تتفكك المادة الصلبة وتترك الرئتين إذا تم استنشاقها.